# Kavakacu Rjóicsi
Kavakacu Rjóicsi (Kiotó, 1958. április 5. –) japán válogatott labdarúgó.

## Nemzeti válogatott
A japán válogatottban 13 mérkőzést játszott.

## Statisztika
| Japán válogatott | Japán válogatott | Japán válogatott |
| Időszak          | Mérk.            | gól              |
| ---------------- | ---------------- | ---------------- |
| 1981             | 10               | 0                |
| 1982             | 3                | 0                |
| Összesen         | 13               | 0                |